# Center za primerjalno pravne in razvojne raziskave
Center za primerjalno pravne in razvojne raziskave (kratica CPPRR) je raziskovalna enota, ki deluje v sklopu Inštituta za družbene vede Fakultete za družbene vede v Ljubljani.
Center izvaja številne interdisciplinarne raziskave na različnih področjih prava in ekonomije. Trenutni vodja centra je dr. Rado Bohinc.